# كيا كارا فرانس
جيمس كايوار كارا فرانس (بالإنجليزية: James Kaiwhare Kara-France؛ مواليد 26 مارس 1993) هو مُقاتل فنون قتالية مختلطة نيوزيلندي. يُنافس في وزن الذبابة في يو إف سي. اعتبارًا من 5 ديسمبر 2023، يحتل المرتبة 4 في تصنيفات يو إف سي لوزن الذبابة.

## الخلفية
بدأ كارا فرانس ممارسة الجيو جيتسو البرازيلية في سن العاشرة لكنه توقف بعد عامين. بعد تعرضه للتنمر بسبب قامته الصغيرة في المدرسة الثانوية، مدرسة ماونت ألبرت جرامر، بدأ التدريب على فنون القتال المختلطة ككل. التحق كارا فرانس بمعهد يونيتيك للتكنولوجيا لفترة، لكنه ترك الدراسة. وهو من أصل ماوري جزئيًا، وله صلات بوايكاتو ونغاتي تووهاريتوا ونغاتي كاهونجونو وتوهو.

## مسيرته في فنون القتال المختلطة

### بدايته
في نوفمبر 2010، بدأ كارا فرانس مسيرته الاحترافية في فنون القتال المختلطة في مسقط رأسه أوكلاند، بفوزه بالضربة الفنية القاضية في الجولة الأولى على راي كايتيانا.

### المقاتل النهائي
في عام 2016، نافس كارا فرانس في المقاتل النهائي: بطولة الأبطال النهائية - النسخة الرابعة والعشرون من سلسلة تلفزيون الواقع التي أنتجتها يو إف سي المقاتل النهائي. فاز في أول نزال له بفوزه بالضربة القاضية في 30 ثانية على تيرينس ميتشل. كان نزاله الثاني والأخيرة في هذه البطولة في ربع النهائي، حيث خسر بقرار القضاة أمام ألكسندر بانتوجا.

### يو إف سي
تم توقيع كارا فرانس مع يو إف سي في يوليو 2018 وشارك لأول مرة في يو إف سي في 1 ديسمبر 2018، في حدث يو إف سي ليلة القتال: دوس سانتوس ضد تويفاسا ضد أشكان مختاريان. ومع ذلك، في 21 نوفمبر 2018، تم سحب مختاريان من النزال، مشيرًا إلى إصابة، وتم استبداله بإلياس جارسيا. بعد أن سقط كلا المقاتلين بضربات قوية، فاز كارا فرانس بالقتال بقرار القضاة بالإجماع. حصل كلا المقاتلين على مكافأة قتال الليلة بقيمة 50،000 دولار أمريكي.

## حياته الشخصية
كارا فرانس وزوجته شارداي لديهما ابن.

## البطولات والإنجازات

### فنون القتال المختلطة
- يو إف سي
  - قتال الليلة (ثلاث مرات) ضد إلياس جارسيا، وبراندون مورينو 2، وبراندون رويفال[17][19][20]
  - أداء الليلة (ثلاث مرات) ضد روجيريو بونتورين، وكودي جاربرانت، وستيف إرسيغ[21][22][23]
    - بالمشاركة مع (ألكسندر بانتوجا) ثالث أكبر عدد من المكافآت بعد القتال في تاريخ فئة وزن الذبابة في يو إف سي (6)[24]

  - ثاني أكبر عدد من الضربات التي أسقطت الخصوم في تاريخ فئة وزن الذبابة في يو إف سي (8)[24]
  - ثالث أعلى نسبة دفاع ضد الإسقاط في تاريخ فئة وزن الذبابة في يو إف سي (88.0%)[24]

## سجل فنون القتال المختلطة
| السجل المهني |        |          |
| 37 نزال      | 25 فوز | 11 خسارة |
| ضربة قاضية   | 12     | 3        |
| إخضاع        | 3      | 3        |
| قرار القضاة  | 10     | 5        |
| بدون قرار    | 1      | 1        |

| النتيجة | السجل     | الخصم                | الطريقة                                | الحدث                                                    | التاريخ        | الجولة | الوقت | المكان                              | الملاحظات                                                 |
| ------- | --------- | -------------------- | -------------------------------------- | -------------------------------------------------------- | -------------- | ------ | ----- | ----------------------------------- | --------------------------------------------------------- |
| فاز     | 25–11 (1) | ستيف إرسيغ           | ضربة فنية قاضية (باللكمات)             | يو إف سي 305                                             | 18 أغسطس 2024  | 1      | 4:04  | برث، أستراليا                       | أداء الليلة.                                              |
| خسر     | 24–11 (1) | أمير البازي          | قرار القضاة (بالانقسام)                | يو إف سي على إي إس بي إن: كارا فرانس ضد البازي           | 3 يونيو 2023   | 5      | 5:00  | لاس فيغاس، نيفادا، الولايات المتحدة |                                                           |
| خسر     | 24–10 (1) | براندون مورينو       | ضربة فنية قاضية (ركلات للجسم واللكمات) | يو إف سي 277                                             | 30 يوليو 2022  | 3      | 4:34  | دالاس، تكساس، الولايات المتحدة      | على لقب بطولة يو إف سي لوزن الذبابة المؤقت. قتال الليلة.  |
| فاز     | 24–9 (1)  | عسكر عسكروف          | قرار القضاة (بالإجماع)                 | يو إف سي على إي إس بي إن: بلايدز ضد دوكوس                | 26 مارس 2022   | 3      | 5:00  | كولومبوس، أوهايو، الولايات المتحدة  |                                                           |
| فاز     | 23–9 (1)  | كودي جاربرانت        | ضربة فنية قاضية (باللكمات)             | يو إف سي 269                                             | 11 ديسمبر 2021 | 1      | 3:21  | لاس فيغاس، نيفادا، الولايات المتحدة | أداء الليلة.                                              |
| فاز     | 22–9 (1)  | روجيريو بونتورين     | ضربة قاضية (باللكمات)                  | يو إف سي 259                                             | 6 مارس 2021    | 1      | 4:55  | لاس فيغاس، نيفادا، الولايات المتحدة | أداء الليلة.                                              |
| خسر     | 21–9 (1)  | براندون رويفال       | إخضاع (خنق المقصلة)                    | يو إف سي 253                                             | 27 سبتمبر 2020 | 2      | 0:48  | أبو ظبي، الإمارات العربية المتحدة   | قتال الليلة.                                              |
| فاز     | 21–8 (1)  | تيسون نام            | قرار القضاة (بالإجماع)                 | يو إف سي ليلة القتال: فيلدر ضد هوكر                      | 23 فبراير 2020 | 3      | 5:00  | أوكلاند، نيوزيلندا                  |                                                           |
| خسر     | 20–8 (1)  | براندون مورينو       | قرار القضاة (بالإجماع)                 | يو إف سي 245                                             | 14 ديسمبر 2019 | 3      | 5:00  | لاس فيغاس، نيفادا، الولايات المتحدة |                                                           |
| فاز     | 20–7 (1)  | مارك دي لا روزا      | قرار القضاة (بالإجماع)                 | يو إف سي ليلة القتال: أندرادي ضد تشانغ                   | 31 أغسطس 2019  | 3      | 5:00  | شنجن، الصين                         |                                                           |
| فاز     | 19–7 (1)  | روليان بايفا         | قرار القضاة (بالانقسام)                | يو إف سي 234                                             | 10 فبراير 2019 | 3      | 5:00  | ملبورن، أستراليا                    |                                                           |
| فاز     | 18–7 (1)  | إلياس جارسيا         | قرار القضاة (بالإجماع)                 | يو إف سي ليلة القتال: دوس سانتوس ضد تويفاسا              | 2 ديسمبر 2018  | 3      | 5:00  | أديلايد، أستراليا                   | العودة إلى وزن الذبابة. قتال الليلة.                      |
| فاز     | 17–7 (1)  | شي شياويو            | إخضاع (خنق خلفي عاري)                  | مجد الأبطال: نيوزيلندا ضد الصين                          | 4 مارس 2018    | 1      | غ/م   | أوكلاند، نيوزيلندا                  |                                                           |
| فاز     | 16–7 (1)  | هوويي شيباي تشوهايفو | قرار القضاة (بالإجماع)                 | ولف دبليو.إيه.آر.إس 19                                   | 11 نوفمبر 2017 | 3      | 5:00  | تشنغتشو، الصين                      |                                                           |
| فاز     | 15–7 (1)  | آوري كيلنغ           | قرار القضاة (بالإجماع)                 | ولف دبليو.إيه.آر.إس 14                                   | 20 مايو 2017   | 3      | 5:00  | تشنغتشو، الصين                      | نزال في وزن غير محدد (129 رطل).                           |
| فاز     | 14–7 (1)  | وو زي                | ضربة فنية قاضية (باللكمات)             | ولف دبليو.إيه.آر.إس 13                                   | 22 أبريل 2017  | 1      | 2:01  | تشنغتشو، الصين                      |                                                           |
| فاز     | 13–7 (1)  | رودولفو ماركيز       | ضربة قاضية (بلكمة)                     | سلسلة قتال الهيكس 8                                      | 31 مارس 2017   | 3      | 2:59  | ملبورن، أستراليا                    | العودة إلى وزن الديك.                                     |
| خسر     | 12–7 (1)  | تاتسوميتسو وادا      | قرار القضاة (بالإجماع)                 | جائزة رايزن العالمية الكبرى 2016: الجولة الثانية         | 29 ديسمبر 2016 | 3      | 5:00  | سايتاما، اليابان                    |                                                           |
| فاز     | 12–6 (1)  | كريسانتو بيتبيتونج   | ضربة فنية قاضية (ركلة العجلة واللكمات) | القتال المتطرف في المحيط الهادئ 52                       | 18 مارس 2016   | 3      | غ/م   | مانجيلاو، غوام                      |                                                           |
| فاز     | 11–6 (1)  | جوش دويناس           | ضربة فنية قاضية (باللكمات)             | القتال المتطرف في المحيط الهادئ 50                       | 4 ديسمبر 2015  | 1      | 0:22  | مانجيلاو، غوام                      |                                                           |
| فاز     | 10–6 (1)  | شانتارام مهراج       | ضربة فنية قاضية (باللكمات)             | حقوق التفاخر 7: القيامة                                  | 27 سبتمبر 2015 | 1      | 1:33  | برث، أستراليا                       | فاز بلقب بطولة كيه أو زد لوزن الذبابة.                    |
| فاز     | 9–6 (1)   | ديندو كامانسا        | ضربة قاضية (باللكمات)                  | الغزو الماليزي: فنون القتال المختلطة                     | 1 يونيو 2015   | 1      | 0:12  | بحر أندامان، تايلاند                | الظهور الأول في وزن الذبابة.                              |
| فاز     | 8–6 (1)   | جانج إيك هوان        | ضربة فنية قاضية (باللكمات)             | برو فايتنغ 10                                            | 9 مايو 2015    | 1      | 0:08  | تايبيه، تايوان                      |                                                           |
| خسر     | 7–6 (1)   | أيدنج جومايي         | قرار القضاة (بالإجماع)                 | قتال كونلون 18                                           | 18 يناير 2015  | 3      | 5:00  | نانجينغ، الصين                      |                                                           |
| خسر     | 7–5 (1)   | مارك ستريجل          | إخضاع (خنق خلفي عاري)                  | الغزو الماليزي 2: النهائيات الكبرى                       | 25 أكتوبر 2014 | 1      | 2:10  | كوالالمبور، ماليزيا                 |                                                           |
| خسر     | 7–4 (1)   | جوستافو فالسيرولي    | إخضاع (خنق برابو)                      | أسترالي إف سي 9                                          | 17 مايو 2014   | 1      | 4:55  | ملبورن، أستراليا                    | على لقب بطولة إيه إف سي لوزن الديك.                       |
| فاز     | 7–3 (1)   | وو تياين             | قرار القضاة (بالإجماع)                 | قتال كونلون 1                                            | 25 يناير 2014  | 3      | 5:00  | باتايا، تايلاند                     |                                                           |
| ب.ف     | 6–3 (1)   | جوستافو فالسيرولي    | بدون فائز                              | أسترالي إف سي 7                                          | 14 ديسمبر 2013 | 2      | 3:20  | ملبورن، أستراليا                    | سقط كارا فرانس من خلال حبال الحلبة ولم يتمكن من الاستمرار |
| فاز     | 6–3       | وو تياين             | إخضاع (خنق المقصلة)                    | فريق العالم الولايات المتحدة: الكفاح من أجل السلام       | 23 أكتوبر 2013 | 1      | 1:54  | مانيلا، الفلبين                     |                                                           |
| فاز     | 5–3       | يودي كاهيادي         | قرار القضاة (بالإجماع)                 | نادي باندونغ للقتال                                      | 29 سبتمبر 2013 | 3      | 5:00  | باندونغ، أندونيسيا                  |                                                           |
| فاز     | 4–3       | كيم هو جون           | ضربة قاضية (ركلة رأس)                  | برو فايتنغ 8                                             | 4 أغسطس 2013   | 1      | 3:44  | تايبيه، تايوان                      |                                                           |
| خسر     | 3–3       | دانا باتجيريل        | قرار القضاة (بالإجماع)                 | أسطورة إف سي 11                                          | 27 أبريل 2013  | 3      | 5:00  | كوالالمبور، ماليزيا                 |                                                           |
| فاز     | 3–2       | كالب لالي            | قرار القضاة (بالإجماع)                 | الغضب في القفص: بطولة القتال في الفنون القتالية المختلطة | 13 أكتوبر 2012 | 3      | 5:00  | تاورانجا، نيوزيلندا                 |                                                           |
| فاز     | 2–2       | سام تشان             | إخضاع (خنق المقصلة)                    | أسطورة إف سي 10                                          | 24 أغسطس 2012  | 1      | 3:21  | هونغ كونغ، م ص ش إ خ، الصين         |                                                           |
| خسر     | 1–2       | أغوستين ديلارمينو    | ضربة قاضية (باللكمات)                  | أسطورة إف سي 8                                           | 30 مارس 2012   | 3      | 0:29  | هونغ كونغ، م ص ش إ خ، الصين         |                                                           |
| خسر     | 1–1       | تشاد جورج            | ضربة قاضية (بلكمة)                     | القفص 2: الولايات المتحدة الأمريكية ضد نيوزيلندا         | 2 ديسمبر 2011  | 1      | 2:04  | واكاتان، نيوزيلندا                  |                                                           |
| فاز     | 1–0       | راي كايتيانا         | ضربة فنية قاضية (باللكمات)             | تفوق قفص القتال 7                                        | 27 نوفمبر 2010 | 1      | غ/م   | أوكلاند، نيوزيلندا                  | الظهور الأول في وزن الديك.                                |

### سجل الفنون القتالية المختلطة الاستعراضي
| السجل الاستعراضي |       |         |
| 2 نزال           | 1 فوز | 1 خسارة |
| بالضربة القاضية  | 1     | 0       |
| بقرار الحكام     | 0     | 1       |

| النتيجة | السجل | الخصم           | الطريقة                | الحدث                                   | التاريخ       | الجولة | الوقت | المكان                              | الملاحظات                       |
| ------- | ----- | --------------- | ---------------------- | --------------------------------------- | ------------- | ------ | ----- | ----------------------------------- | ------------------------------- |
| خسر     | 1–1   | ألكسندر بانتوجا | قرار القضاة (بالإجماع) | المقاتل النهائي: بطولة الأبطال النهائية | 2 نوفمبر 2016 | 2      | 5:00  | لاس فيغاس، نيفادا، الولايات المتحدة | ربع النهائي المقاتل النهائي 24  |
| فاز     | 1–0   | تيرينس ميتشل    | ضربة قاضية (بلكمة)     | المقاتل النهائي: بطولة الأبطال النهائية | 31 أغسطس 2016 | 1      | 0:30  | لاس فيغاس، نيفادا، الولايات المتحدة | دور الـ16 من المقاتل النهائي 24 |

|}
*التاريخ المذكور هو تاريخ بث الحلقة. لم يتم الكشف عن التواريخ الفعلية للقتال من قبل يو إف سي

## وصلات خارجية
- كيا كارا فرانس على موقع يو إف سي (الإنجليزية)
- كيا كارا فرانس على موقع شيردوغ (الإنجليزية)
- كيا كارا فرانس على موقع Tapology.com (الإنجليزية)
- كيا كارا فرانس على موقع فايت ماتريكس (الإنجليزية)
- كيا كارا فرانس على موقع إي إس بي إن (الإنجليزية)
- كيا كارا فرانس على موقع IMDb (الإنجليزية)